# Andy San Dimas
Andy San Dimas est une actrice de films pornographiques américaine, née à Baltimore dans le Maryland (États-Unis), le 3 octobre 1986.

## Biographie
À dix-huit ans, avant de débuter dans le cinéma pornographique, Andy San Dimas travaille pendant six mois dans un sex shop, à Frederick (Maryland). C'est là qu'elle découvre le travail du réalisateur Eon McKai après avoir vu des publicités pour deux de ses films, Kill Girl Kill et Art School Sluts. Elle devient ensuite stripteaseuse.
Fin 2006, elle contacte Eon McKai par messagerie. Son message se limite à une photo d'elle nue, mais suffit à susciter l'intérêt du réalisateur qu'elle rencontre pour la première fois en janvier 2007. Elle tourne sa première scène, avec Jordan Ash, pour le film Dana DeArmond’s Role Modeling, qui sort en décembre 2007.
Elle tourne ensuite occasionnellement, se rendant spécialement à Los Angeles depuis Minneapolis, où elle s'est installée pour suivre son petit ami de l'époque, tout en poursuivant son activité de stripteaseuse. À partir de l'été 2009, après avoir déménagé à Los Angeles, elle entre de plain-pied dans le monde du cinéma pour adulte. Fin 2009, elle obtient ainsi ses deux premières nominations pour les AVN Awards.
Dès l'année suivante, Andy San Dimas devient une des actrices de films pornographiques les plus recherchées, jouant notamment dans Malice in Lalaland, Batman XXX: A Porn Parody et BatfXXX: Dark Night. Elle reçoit 13 nominations pour les AVN Awards 2011 et sa prestation dans This Ain't Glee XXX, parodie de la série télévisée Glee réalisée par Axel Braun, dans laquelle elle reprend le rôle de Rachel, lui permet de décrocher le prix de la meilleure actrice. Elle reçoit également le XBIZ Award de la « meilleure performeuse de l'année ».
En parallèle, elle fait une première apparition dans un film non pornographique, grâce à un petit rôle dans la comédie d'horreur Night of the Punks. Elle est ensuite retenue, tout comme Bobbi Starr, pour l'adaptation cinématographique du roman de James Sallis, Drive,, réalisée par Nicolas Winding Refn.
Début 2012, Andy San Dimas est de nouveau l'une des actrices qui reçoit le plus de nominations pour les AVN Awards, avec 11, et reçoit un nouveau trophée,.
En 2012, elle épouse un musicien et annonce qu'elle ne tournera plus de scènes hétérosexuelles.
Son nom de scène est tiré de la ville de San Dimas en Californie et plus précisément du lycée de San Dimas où se déroule une partie du film Les Aventures de Bill et Ted.

## Distinctions
Récompenses
- 2011 : AVN Award Meilleure actrice (Best Actress) pour This Ain't Glee XXX[6]
- 2011 : XBIZ Award Actrice de l'année (Female Performer of the Year)[7]
- 2012 : AVN Award Meilleure scène POV (Best POV Sex Scene) pour Double Vision 3 (avec Bobbi Starr et Erik Everhard)[11]

Nominations
- 2010 : AVN Awards[4]
  - Meilleure scène de sexe en couple (Best Couples Sex Scene) pour On My Dirty Knees (avec Alex Gonz)
  - Meilleure scène de sexe oral (Best Oral Sex Scene) pour LA Pink: A XXX Porn Parody (avec Coco Velvett et Draven Star)
- 2011 : AVN Awards[5]
  - Performeuse de l'année (Female Performer of the Year)
  - Meilleure actrice dans un second rôle (Best Supporting Actress) pour Malice in Lalaland
  - Best All-Girl Group Sex Scene pour The Big Lebowski: A XXX Parody (avec Kimberly Kane, Celeste Star, Ashley Grace et Jackie Daniels)
  - Best All-Girl Group Sex Scene pour FemmeCore (avec Teagan Presley, Monique Alexander, Lisa Ann, Celeste Star et Alexis Ford)
  - Best Three-Way Sex Scene (G/G/B) pour Secretary's Day 4 (avec Allie Haze et Evan Stone)
  - Best Three-Way Sex Scene (G/G/B) pour Tori Black Is Pretty Filthy (avec Tori Black et Mr. Pete)
  - Best Three-Way Sex Scene (G/B/B) pour Belladonna: Slut! (avec James Deen et Mr. Pete)
  - Best All-Girl Three-Way Sex Scene pour FemmeCore (avec Teagan Presley et Celeste Star)
  - Meilleure scène de sexe de groupe (Best Group Sex Scene) pour Malice in Lalaland (avec Chayse Evans, Chris Johnson et Danny Mountain)
  - Meilleure scène de sexe oral (Best Oral Sex Scene) pour Praise the Load 4
  - Scène de sexe la plus scandaleuse (Most Outrageous Sex Scene) pour Party of Feet 2 (avec Amy Brooke, Anne Marie Rios, Ashli Orion, Charley Chase, Kristina Rose, Monique Alexander, Sammie Rhodes, Sinn Sage, Tara Lynn Foxx et Belladonna)
  - Scène de sexe la plus scandaleuse (Most Outrageous Sex Scene) pour Tori, Tarra and Bobbi Love Rocco (avec Bobbi Starr et Rocco Siffredi)
- 2012 : AVN Awards[10]
  - Performeuse de l'année (Female Performer of the Year)
  - Meilleure actrice (Best Actress) pour Rezervoir Doggs: An Exquisite Films Parody
  - Meilleure allumeuse (Best Tease Performance) pour The Bombshells
  - Best Non-Sex Performance pour Horizon
  - Crossover Star of the Year
  - Meilleur scène de sexe entre filles de groupe (Best All-Girl Group Sex Scene) pour Gracie Glam: Lust (avec Gracie Glam et Jessie Andrews)
  - Best Boy/Girl Sex Scene pour Cum for Me (avec Mike Adriano)
  - Best Girl/Girl Sex Scene pour Cherry 2 (avec Jiz Lee)
  - Meilleure scène de sexe en groupe (Best Group Sex Scene) pour Superman XXX: A Porn Parody (avec Zoe Voss, Ben English et Dick Chibbles)
  - Scène de sexe la plus scandaleuse (Most Outrageous Sex Scene) pour American Dad XXX: An Exquisite Films Parody (avec Anthony Rosano)
- 2013 : AVN Awards[14]
  - Performeuse de l'année (Female Performer of the Year)
  - Meilleure actrice (Best Actress) pour Café Amore (Adam & Eve Pictures)
  - Meilleure actrice dans un second rôle (Best Supporting Actress) pour Shared Wives (New Sensations Swingers)

## Filmographie sélective
- 2009 : Splashes On Glasses 2
- 2009 : Live New Girls XXX
- 2010 : Lesbian Adventures: Wet Panties avec Samantha Ryan
- 2010 : Tori Black Is Pretty Filthy 2
- 2010 : This Ain’t Glee XXX
- 2010 : FemmeCore
- 2010 : Party of Feet 2
- 2010 : Belladonna: Slut!
- 2010 : Women Seeking Women 62
- 2010 : Batman XXX: A Porn Parody
- 2010 : Lex the Impaler 5
- 2010 : Face Fucking Inc. 10
- 2010 : The Big Lebowski: A XXX Parody
- 2010 : Malice in Lalaland
- 2011 : Supergirl XXX: An Extreme Comixxx Parody
- 2011 : American Dad XXX Parody
- 2011 : Cherry 2
- 2011 : Girls Kissing Girls 8
- 2011 : Girls Kissing Girls 7
- 2012 : Bitchcraft 9
- 2012 : KissMe Girl Explicit: Andy San Dimas and Casey Cumz
- 2013 : We Live Together.com 25
- 2013 : We Live Together.com 30
- 2014 : Deep Kissing Lesbians 2 - My Lesbian Professor
- 2014 : Shark Bait
- 2015 : Intimate Invitation 13
- 2015 : Lumberjack Man
- 2015 : Lesbian Lust (II)
- 2016 : I Have a Wife 40
- 2016 : Jelena Jensen and Her Girlfriends (compilation)
- 2017 : Bobbi Starr and Her Girlfriends (compilation)
- 2018 : Back Up On It (compilation)